# Cingulopsoidea
Cingulopsoidea là một liên họ ốc biển, động vật chân bụng trong nhánh Littorinimorpha.

## Các họ
Có 3 họ được xếp trong liên họ này (Bouchet & Rocroi, 2005):
- Họ Cingulopsidae Fretter & Patil, 1958
- Họ Eatoniellidae Ponder, 1965
- Họ Rastodentidae Ponder, 1966

Phân loại này dựa trên nghiên cứu của V. Fretter và A. M. Patil, xuất bản năm 1958.